# Ventspils Internationale Radioastronomicenter
Ventspils Internationale Radioastronomicenter (lettisk: Ventspils Starptautiskais radioastronomijas centrs; forkortet VIRAC) er et tidligere sovjetisk radioteleskop ved landsbyen Irbene, som ligger lige godt 30 kilometer nordøst for Ventspils i Letland. VIRAC blev overtaget af Letlands Videnskabsakademi efter at Ruslands Hær trak sig ud af Letland i 1994 efter mere end 50 års okkupation. Radioteleskopets nuværende konfiguration består af en 32-meter fuldt bevægelig parabol med et cassegrain teleskop af typen RT-32.